# Марко Ройс
Марко Ройс (на немски: Marco Reus) е германски футболист, играещ като полузащитник за американския Лос Анджелис Галакси. 
Ройс прекарва младежката си кариера в Борусия Дортмунд, преди да напусне в посока Рот Вайс Ален. Той се присъединява към Борусия Мьонхенгладбах през 2009 г. и прави най-успешния си сезон през 2012 г., като отбелязва 18 гола и прави 12 асистенции в Бундеслигата, за да помогне на Борусия Мьонхенгладбах да си осигури място в Шампионската лига на УЕФА през следващия сезон. Ройс се завръща в родния си клуб Борусия Дортмунд в края на този сезон, помагайки на клуба да стигне до финала на Шампионската лига на УЕФА през 2013 г. в първия си сезон. С Дортмунд Ройс печели три Суперкупи на Германия (през 2013, 2014 и 2019), Купата на Германия през 2017 и 2021 г. и служи като капитан на клуба от 2018 до 2023 г. Той е вкарал над 150 гола за клуба и е един от само трима играчи, които са достигнали по 100 гола и асистенции в Бундеслигата. Два пъти е избиран за Футболист на годината в Германия, както и три пъти за Играч на сезона в Бундеслигата.
Ройс има 48 мача с националния отбор на Германия. Той пропуска Световното първенство по футбол през 2014 г., което Германия печели, УЕФА Евро 2016, УЕФА Евро 2020 и Световното първенство по футбол през 2022 г., но играе на УЕФА Евро 2012 и Световното първенство по футбол през 2018 г.

## Клубна кариера
Ройс е роден в Дортмунд, Северен Рейн-Вестфалия. Започва да играе футбол през 2002 година в клуба от родния му град Пост ШФ и остава там до 2006 г., когато се премества в юношеските структури на Борусия Дортмунд. Впоследствие напуска отбора и заиграва за юношите на Рот Вайс Ален. В първия си сезон изиграва 5 мача за втория отбор, вкарвайки два гола в първите два мача. През следващия сезон пробива в първия отбор, който по това време играе в Трета дивизия на Германия. Изиграва 16 мача, като два от тях са като титуляр. Вкарва два гола, като вторият е в последния кръг, помагайки на Ален да спечели промоция за Втора Бундеслига.
През 2008/09 Ройс прави големия си пробив във футбола. Изиграва 27 мача и отбелязва четири гола. На 25 май 2009 г. Ройс подписва 4-годишен договор с елитния Борусия Мьонхенгладбах.
На 28 август 2009 г. отбелязва първия си гол в Първа Бундеслига срещу Майнц 05, след 50-метров спринт. След този гол Марко става водещия реализатор на тима под ръководството на Люсиен Фавър.
Ройс прави изключителен старт на сезон 2011/12 като реализира седем гола в 12 мача. Записва 18 гола и 8 асистенции, помагайки на отбора си да се добере до участие в плейофите на Шампионска лига.
На 4 януари 2012 г. Ройс подписва 5-годишен договор с бившия си клуб Борусия Дортмунд. Сумата по трансфера е 17.5 милиона евро. Условие в сделката е Ройс да доиграе сезона в Мьонхенгладбах. На 1 юли 2012 г. се присъединява към Борусия Дортмунд.
През август 2012 г. Ройс вкарва първия си гол за шампионите на Германия срещу Вердер при победата с 2 – 1.
На 3 май 2024 г. Ройс обявява напускането си от Дортмунд в края на сезона, след взаимно решение да не подновява договора си, отбелязвайки края на 12-годишния му престой в клуба.
На 18 май 2024 г. той изиграва последния си мач в Бундеслигата с екипа на Борусия Дортмунд. Черно-жълтите печелят с 4:0, а Ройс прави асистенция за първия гол в 30-та минута и се разписва в 38-та минута от пряк свободен удар. Той е заменен в 82-та минута пред бурните скандирания на името му от привържениците на Дортмунд.

## Национален отбор
На 11 август 2009 г. прави дебюта си за Германия до 21 години в приятелски мач срещу Турция. На 6 май 2010 г. получава първата си повиквателна за мъжкия отбор за приятелски мач срещу Малта. На 11 май отпада от състава заради контузия на крака, която получава в последния кръг срещу Байер Леверкузен. На 7 октомври 2011 г. прави своя дебют за Германия срещу Турция. На 26 май 2012 г. вкарва първия си гол за националния отбор при загубата с 3 – 5 от Швейцария.
През лятото на 2012 г. Ройс е включен в състава на Германия за Евро 2012. На 22 юни вкарва първия си гол на голям шампионат срещу Гърция при първия си мач като титуляр.
През 2018 г. е включен в състава на Германия за Световното първенство по футбол 2018 г. Играе в 3 мача, като вкарва един гол срещу Швеция.

## Отличия
Рот Вайс Ален
- Северна регионална лига (1): 2007/08

Борусия Дортмунд
- Купа на Германия (2): 2016/17, 2020/21
- Суперкупа на Германия (3): 2013, 2014, 2019
- Финалист в Шампионската лига (2): 2012/13, 2023/24

Лос Анджелис Галакси
- МЛС Къп (1): 2024

### Индивидуални
- Футболист на годината на Германия (2): 2012, 2019
- Играч на сезона в Бундеслигата (3): 2011/12, 2013/14, 2018/19
- Топ асистент в Бундеслигата (1): 2013/14
- Пробив за сезона в Бундеслигата (1): 2011/12
- Играч на годината за Борусия Дортмунд (1): 2013/14